# Rosa Casafont
Rosa Casafont i Vilar (Berga, Barcelona 1955) es médico neurocientífica española especialista en la neurociencia aplicada a la educación.

## Trayectoria profesional
Licenciada en Medicina y Cirugía por la Universidad Autónoma de Barcelona (UAB) en 1980 y máster en Neurociencias por la Universidad de Barcelona (UB). Tras finalizar sus estudios en Barcelona, comenzó a ejercer su carrera no solo como médico de asistencia primaria, sino también en la dirección y coordinación de equipos médicos y técnicos-
Creadora del Método Thabit, dicho método, parte de un autoconocimiento neurobiológico, estructural, funcional y de capacidad, y posteriormente se orienta a la reestructuración cognitiva, a la gestión  emocional y de comportamiento. Este modelo de gestión de vida, basado en las neurociencias y la fisiología humana, permite utilizar el potencial del ser humano para dirigir su propio proyecto vital y a partir de ese autoconocimiento, desarrolla cómo realizar un proceso de cambio personal, abordando los tres ámbitos de la vivencia (el pensamiento, el sentimiento y el comportamiento). Realizando un proceso de transformación, en la única dirección saludable: de dentro a afuera. Nos educamos para influir, desde el valor, el valor en los demás.

## Publicaciones
Libros Publicados como autora y coautora: 
Capítulo 5: El autoconocimiento nos proyecta a la acción saludable en "El ágora de la neuroeducación" ISBN: 9788418083167 Editorial Octaedro
La neuroeducación explicada y aplicada
El autoconocimiento nos proyecta a la acción saludable año 2020.  ISBN  978-84-17667-86-3
Bases neurocientíficas del aprendizaje Rizoma freireano,  ISNN 1989-0605, N.º 20, 2016
Capítulo 3 Educadores formados, referentes modelo: Experimentar desde el autoconocimiento facilita emprender el camino neuroeducativo. (Cuarta parte) del Libro " La práctica educativa con mirada neurocientífica "Formación de formadores, de adultos y de familias" Cuadernos de Educación Horsori ISBN: 978-84-15212-99-7
El arte de educar a nuestros hijos. La Neurociencia aplicada a la educación.